# Бессастадир

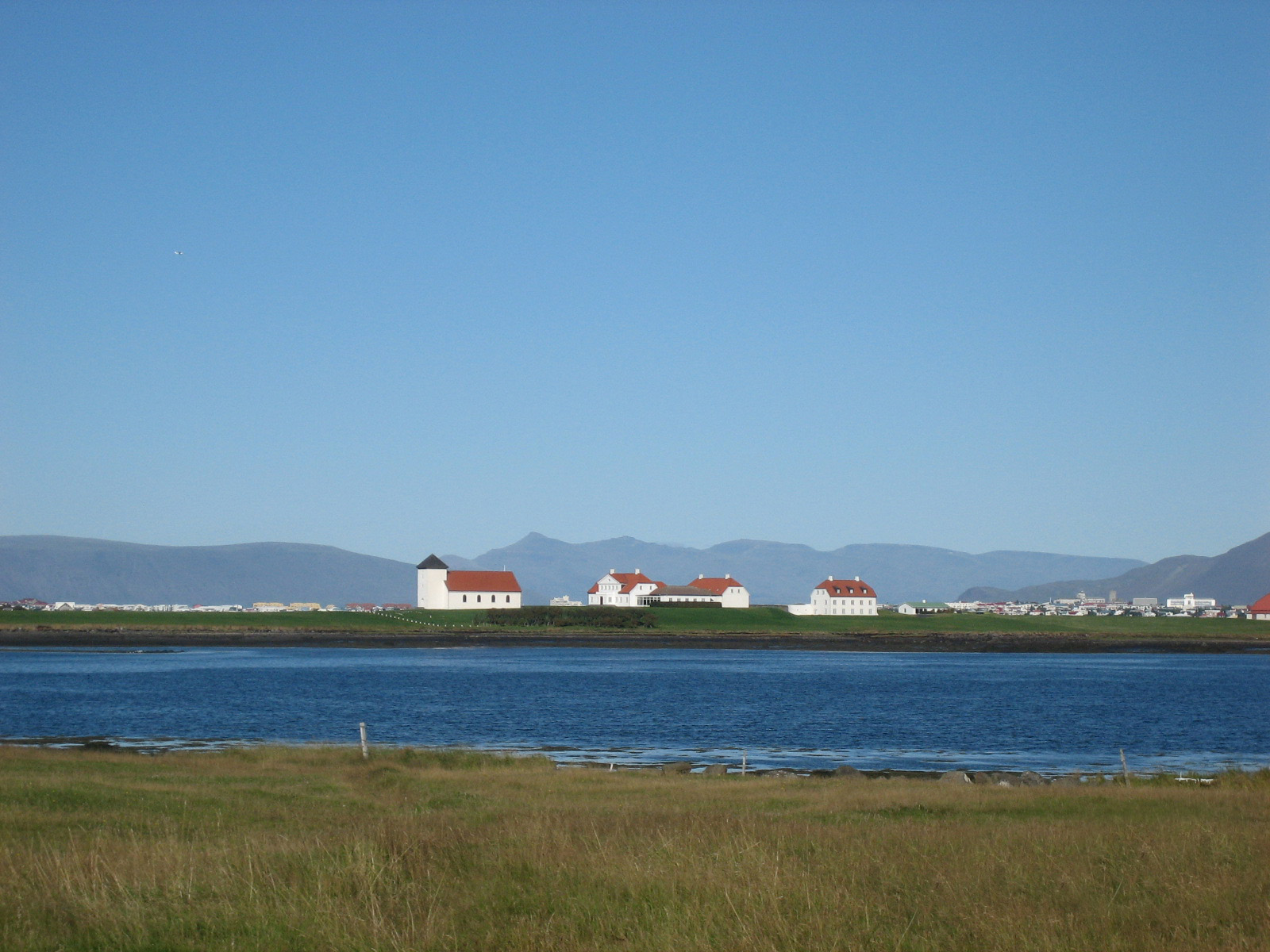
Вид на резиденцию президента Исландии. На заднем плане — столица страны, Рейкьявик

Бе́ссастадир (исл. Bessastaðir) — резиденция президента Исландии, расположенная в Аульфтанесе, недалеко от столицы страны — Рейкьявика.

## История
Согласно археологическим исследованиям люди жили в Бессастадире непрерывно с заселения Исландии.
Согласно «Саге об Исландцах» Стурлы Тордарсона в Бессастадире жил поэт и хёвдинг Снорри Стурлусон.
После того, как Снорри Стурлусон был убит в 1241 году, Бессастадир стал собственностью короля Норвегии Хакона IV Старого и стал резиденцией королевских представителей.
После установления абсолютизма в Дании, в 1688 году Бессастадир стал резиденцией представителя короля, ландфогта и амтмана.
В 1761—1766 годах при амтмане Магнусе Гисласоне было построено главное здание. В 1805 году в бывшую резиденцию переехала из Рейкьявика Хоуларская школа (единственная в то время школа в Исландии). В школе учились основатели журнала Fjölnir Конрад Гисласон и Йоунас Хадльгримссон и другие лидеры борьбы Исландии за независимость от Дании, а также поэт Бенедикт Грёндаль (1826–1907). В 1846 года школа снова переехала в Рейкьявик.
В 1867 году ферму приобрёл депутат альтинга Гримюр Томсен. После его смерти в 1896 году, его вдова Якобина Йоунсдоуттир (Jakobína Jónsdóttir; 1835—1919) продала ферму банку Ландсбанки.
В 1898 году ферму купили Скули Тороддсен и поэтесса Теодоура Тороддсен, чей правнучкой является бывший премьер-министр Катрин Якобсдоуттир.
В 1928—1940 годах фермой владел Бьёргульвюр Оулафссон, основатель спортивного клуба «ИБВ Вестманнаэйяр» и нефтяной компании Skeljungur.
В 1940 году ферму приобрёл Сигюрдюр Йоунассон, владелец компании Olíufélagið hf. (ныне N1), владеющей сетью заправок под брендом Esso.
17 июня 1941 года альтинг избрал на пост главы государства (ríkisstjóri) Свейдна Бьёднссона и начались поиски резиденции для него. Премьер-министр Херманн Йоунассон обратился к Сигюрдюру Йоунассону с предложением уступить ферму. Сигюрдюр Йоунассон подарил ферму государству.
С 1944 года Бессастадир — резиденция исландских президентов.
В разные годы в Бессастадире жили президенты Исландии: Свейдн Бьёднссон, Аусгейр Аусгейрссон, Кристьяун Эльдьяурн, Вигдис Финнбогадоуттир, Оулавюр Рагнар Гримссон и Гвюдни Йоуханнессон.

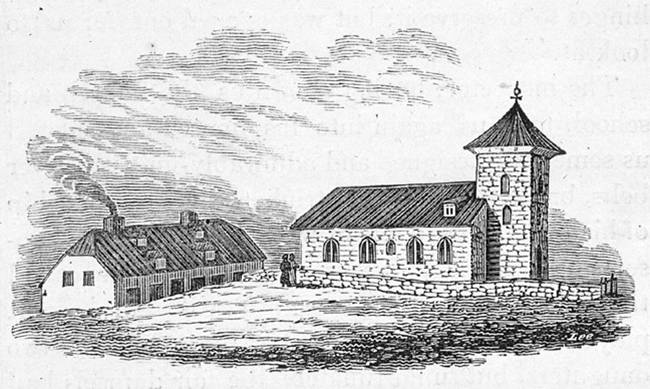
Бессастадир в 1834 году. Художник Джон Барроу
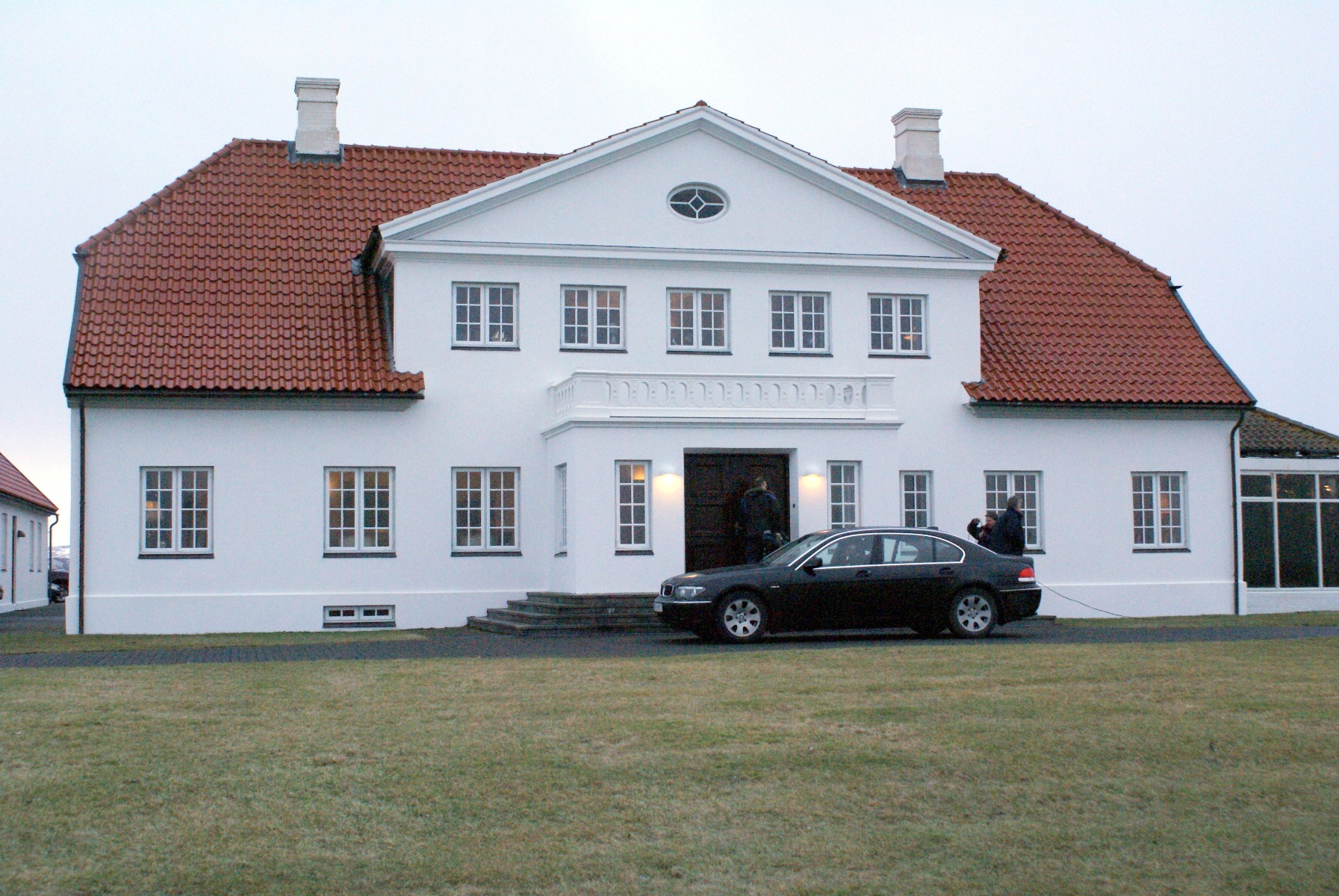
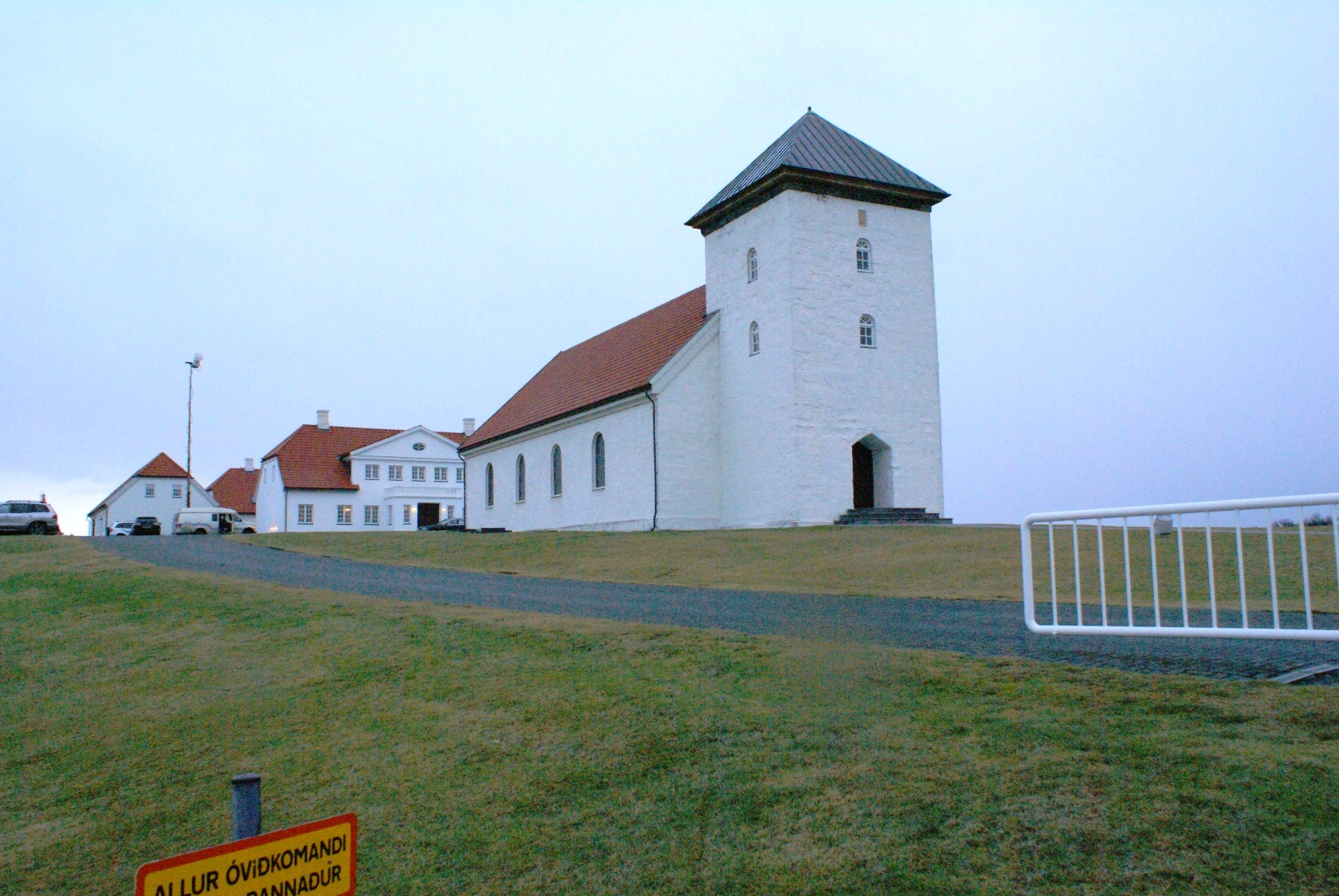